# I Liceum Ogólnokształcące im. Tadeusza Kościuszki w Turku
 I Liceum Ogólnokształcące im. Tadeusza Kościuszki w Turku – najstarsza szkoła średnia w Turku założona w 1912 jako Progimnazjum Męskie. 

## Nazwa
Od 1912 szkoła nosiła następujące nazwy:
- 1912–1916 – Progimnazjum Męskie w Turku,
- 1916–1918 – Gimnazjum Męskie w Turku im. Tadeusza Kościuszki,
- 1918–1920 – Gimnazjum Męskie im. Tadeusza Kościuszki w Turku Ziemi Kaliskiej,
- 1920–1921 – Gimnazjum Filologiczne Męskie im. Tadeusza Kościuszki w Turku,
- 1921–1924 – Gimnazjum Humanistyczne Męskie Sejmiku Powiatowego im. Tadeusza Kościuszki w Turku,
- 1924–1938 – Gimnazjum Koedukacyjne Humanistyczne Towarzystwa Szkolnego im. Tadeusza Kościuszki w Turku,
- 1938–1945 – Państwowe Liceum i Gimnazjum im. Tadeusza Kościuszki w Turku,
- 1945–1980 – Liceum Ogólnokształcące im. Tadeusza Kościuszki w Turku,
- 1980–2014 – Zespół Szkół Ogólnokształcących im. Tadeusza Kościuszki w Turku,
- od 2014 – I Liceum Ogólnokształcące im. Tadeusza Kościuszki w Turku.

## Historia

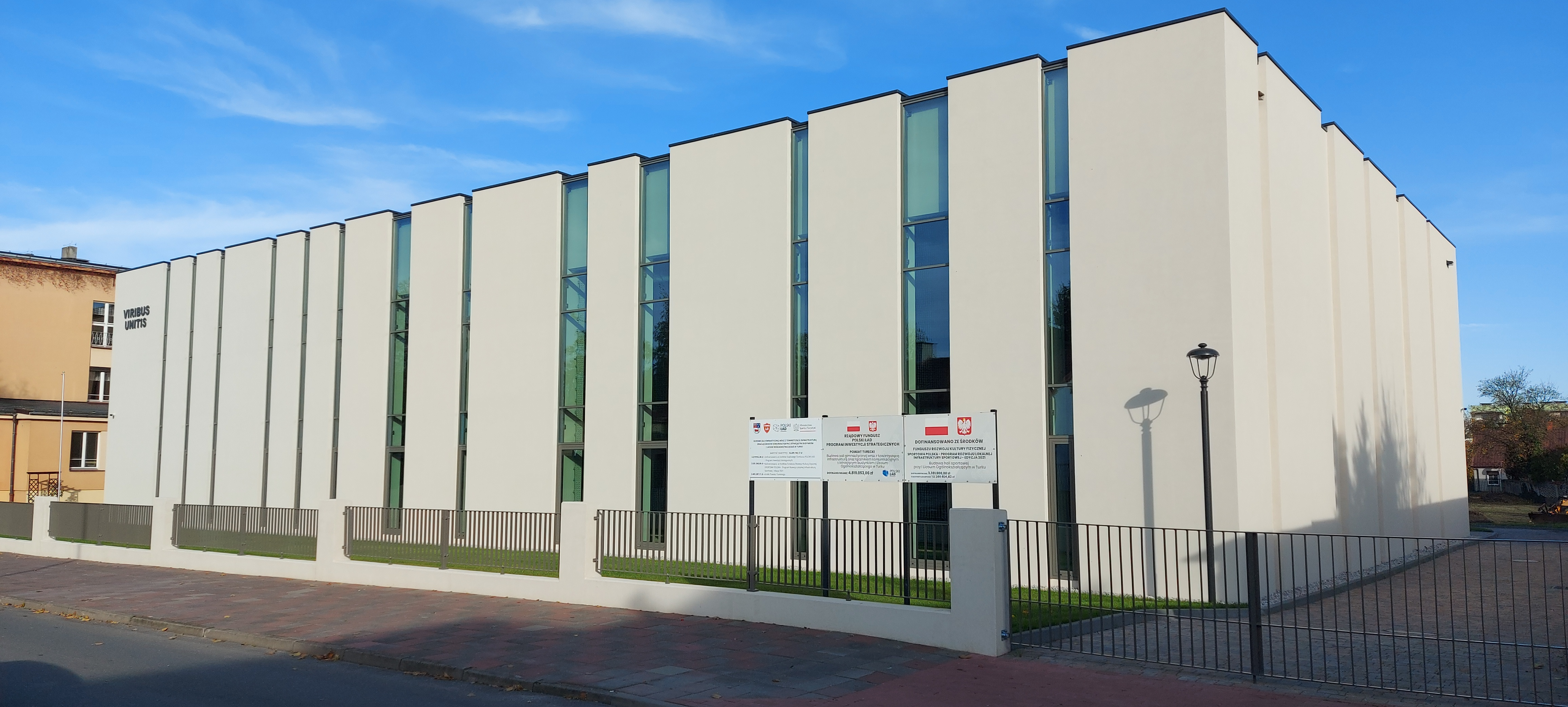
Nowa hala sportowa

Inicjatywa powołania w Turku szkoły średniej powstała w 1906 roku i była promowana przez Polską Macierz Szkolną, nie została jednak zrealizowana z powodu rozwiązania organizacji. Po 1907 roku Turek był jedynym większym miastem w guberni kaliskiej w którym nie istniała szkoła średnia. 10 maja 1908 roku powstał Komitet Założycielski szkoły w skład którego weszli: weterynarz Leon Lubomir Kruszyński, ziemianin Wincenty Orłowski, lekarze Edward Mader, Henryk Sachs i Leon Łączyński, oraz Rajnhold Szeffel, Tobiasz Kaczorowski, Edward York i Leon Hubner. W lipcu 1908 roku Komitet wydał odezwę Przez oświatę do kultury i dobrobytu, w której propagował ideę utworzenia szkoły.  Poprzez loterie, zbiórki uliczne i datki zebrano kwotę w wysokości 7 tysięcy rubli. Za zebrane pieniądze zakupiono budynek przy ulicy Szkolnej 214 (obecnie ul. Szkolna 8).
Uroczyste otwarcie szkoły miało miejsce 2 września 1912 roku. Z okazji otwarcia szkoły przez miasto przeszedł pochód, a w uroczystości brała udział orkiestra oraz władze miasta i powiatu. Pierwszym dyrektorem szkoły został Wacław Sikorski. 7 listopada 1912 roku powstało także Towarzystwo Szkolne, które wspierało utrzymanie progimnazjum męskiego i żeńskiej szkoły handlowej. 
Podczas I wojny światowej, od września 1914 roku do stycznia 1915 roku w budynku szkoły stacjonowali żołnierze niemieccy. W 1915 roku przy szkole powstała nielegalna drużyna skautowa, której pierwszymi drużynowymi byli Henryk Milewski i Czesław Grzybowski, a opiekunem Stanisław Kączkowski. W 1916 roku z inicjatywy Kączkowskiego powstało Koło Przyjaciół Harcerstwa. 8 lipca 1916 roku drużyna skautowa została włączona do Organizacji Skautowej, a w 1918 roku do Związku Harcerstwa Polskiego. W 1917 roku szkole nadano imię Tadeusza Kościuszki, w tym samym roku przystąpiono również do budowy sali rekreacyjnej i oficyny oraz do remontu budynku szkoły. 11 listopada 1918 roku skauci brali udział w przejmowaniu władzy od niemieckiej administracji i rozbrajaniu żołnierzy niemieckich w Turku. Podczas zamieszek pod budynkiem poczty zginął Stanisław Kączkowski, ugodzony kulą z oddanej przez niemieckich żołnierzy salwy ostrzegawczej. 
W roku szkolnym 1919/1920 do szkoły uczęszczało 340 uczniów. Podczas wojny polsko-bolszewickiej uczniowie szkoły brali udział w działaniach wojennych w składzie 205 Pułku Piechoty i 201 Pułku Piechoty. Podczas wojny zginęło 6 uczniów gimnazjum. W 1920 roku dyrektor Wacław Sikorski opuścił Turek i przeniósł się do Kalisza, a stanowisko dyrektora objął Stanisław Wyrzykowski. Ze względu na trudne warunki finansowe, w latach 1921–1924 szkołą zarządzał Sejmik Powiatowy. W 1925 roku dla gimnazjum zakupiono pierwszy w Turku radiotelefon, a w szkole powstał Klub Radioamatorów. W 1924 roku nauczyciel gimnazjum, Józef Żołnierek, wydał podręcznik do nauki języka łacińskiego. W maju 1924 roku podjęto decyzję o połączeniu Gimnazjum Żeńskiego i Gimnazjum Męskiego w Turku w gimnazjum koedukacyjne, z powodu sprzeciwu rodziców i nauczycieli połączenie odroczono, wszystkie klasy połączono jednak już we wrześniu 1925 roku z powodu wysokich kosztów utrzymania dwóch budynków szkolnych.
Z powodu nieudolnej gospodarki finansowej szkoły, Stanisław Wyrzykowski został odwołany ze stanowiska dyrektora szkoły w 1927 roku, a stanowisko dyrektora objął Stanisław Filipek, nauczyciel języka łacińskiego. W roku szkolnym 1929/1930 do szkoły uczęszczało 137 uczniów. W 1929 roku dyrektorem został Wiktor Mondalski, który zmarł nagle 30 kwietnia 1930 roku. Podczas pełnienia funkcji dyrektora znacząco poprawił jednak sytuację finansową i poziom nauki w szkole. Po śmierci Mondalskiego dyrektorem został Andrzej Mazur, który pełnił tę funkcję do 1932 roku. Na przełomie 1932 i 1933 roku funkcję dyrektora pełnił Wiesław Gołaszewski, a w latach 1933–1936 Marian Cieplak, który podjął działania zmierzające do wybudowania nowego budynku szkolnego. Inicjatywa budowy nowej siedziby szkoły zyskała poparcie Felicjana Sławoja Składkowskiego, który pomógł szkole w uzyskaniu bezzwrotnej pożyczki w wysokości 300 tysięcy złotych. Kwota pożyczki przewyższała ówczesny roczny dochód miasta. Fundusze na budowę przekazała także Ada Sari. W 1936 roku dyrektorem szkoły został Kazimierz Skowroński.
Budowę nowego gmachu szkoły rozpoczęto w czerwcu 1937 roku, a 11 listopada 1937 roku pod budynek wmurowano akt erekcyjny i kamień węgielny. Budowę zakończono w czerwcu 1938 roku. W 1938 roku dyrektorem szkoły został Franciszek Stach. 4 września 1938 roku nowy budynek przekazano władzom szkoły, w uroczystości brali udział m.in. bp Karol Radoński, wicewojewoda Jan Łepkowski oraz starosta Wacław Sulkowski. Aula szkoły otrzymała imię Tomiły Składkowskiej, założycielki Żeńskiej Szkoły Handlowej. W tym samym roku szkoła została upaństwowiona, a liczba uczniów wzrosła do 240 osób. Przez cały okres dwudziestolecia międzywojennego szkołę ukończyło 271 uczniów.
Podczas kampanii wrześniowej w budynku szkoły ulokowali się pełniący służbę przeciwlotniczą harcerze, a w październiku 1939 roku budynek został zajęty przez władze okupacyjne. Po opuszczeniu miasta przez wojska niemieckie, od 21 stycznia 1945 roku w budynku szkoły znajdował się radziecki szpital wojskowy i kwatery. W styczniu 1945 roku funkcję dyrektora szkoły powierzono poloniście Edmundowi Kaczorowskiemu, którego w marcu tego samego roku zastąpił Bronisław Kaszyński. W marcu 1946 roku szkoła otrzymała sztandar, ufundowany przez uczniów i rodziców. W 1947 roku, za pośrednictwem Konsula Generalnego RP w Chicago i byłego dyrektora szkoły, Mariana Cieplaka, szkoła otrzymała z USA 2 konie, które następnie sprzedano, a pieniądze przeznaczono na wykończenie budynku internatu. 
W lipcu 1951 roku dyrektorem szkoły został Eugeniusz Miniszewski. We wrześniu 1963 roku oddano do użytku budynek nowego internatu na 180 miejsc. Rok później w dobudowanym skrzydle szkoły otwarto Technikum Mechaniczno-Elektryczne. We wrześniu 1971 roku dyrektorem szkoły został Jan Bonikowski. W kwietniu 1976 roku liceum otrzymało nowy sztandar, przy szkole odsłonięto także popiersie Tadeusza Kościuszki. W uroczystościach brał udział m.in. generał Henryk Antoszkiewicz. 9 stycznia 1981 roku budynek szkoły został podpalony, do 5 marca tego samego roku zajęcia odbywały się w budynku Szkoły Podstawowej nr 4. We wrześniu 1984 roku szkole nadano odznakę „Za zasługi dla Województwa Konińskiego”. 1 września 1986 roku dyrektorem szkoły został Edmund Ćwikliński. W październiku 1989 roku auli szkolnej ponownie nadano imię Tomiły Składkowskiej.
We wrześniu 1992 roku dyrektorem szkoły została Jolanta Rowińska, a w 1997 roku ponownie Edmund Ćwikliński. W 2000 roku stanowisko dyrektora objął Lech Zielony. W listopadzie 2004 roku w szkole odsłonięto tablicę pamiątkową upamiętniającą poległych za ojczyznę mieszkańców Turku. W 2014 roku dyrektorem szkoły została Danuta Szczepanik.
We wrześniu 2023 otwarto nową halę sportową. W otwarciu uczestniczył minister edukacji i nauki Przemysław Czarnek oraz poseł Ryszard Bartosik.

## Dyrektorzy szkoły
- Wacław Sikorski (1912–1920),
- Stanisław Wyrzykowski (1920–1927),
- Stanisław Filipek (1927–1929),
- Wiktor Mondalski (1929–1930),
- Wiesław Gołaszewski (1930, 1932–1933)
- Andrzej Mazur (1930–1932),
- Marian Cieplak (1933–1936),
- Kazimierz Skowroński (1936–1938),
- Franciszek Stach (1938–1939),
- Edmund Kaczorowski (1945),
- Bronisław Kaszyński (1946–1951),
- Eugeniusz Miniszewski (1951–1974),
- Jan Bonikowski (1974–1986),
- Edmund Ćwikliński (1986–1992, 1997–2000),
- Jolanta Rowińska (1992–1997),
- Lech Zielony (2000–2014),
- Danuta Szczepanik (od 2014).

## Wychowankowie i absolwenci
Wychowankami i absolwentami szkoły, w całym okresie jej istnienia, byli m.in.:
- Andrzej Baraniecki (1934–2003) – polityk, nauczyciel akademicki, poseł na Sejm I kadencji.
- Zdzisław Czapla (ur. 1949) – górnik i samorządowiec, burmistrz Turku w latach 2002–2014
- Elżbieta Frąckowiak (ur. 1950) – naukowiec, profesor nauk chemicznych, specjalizująca się w chemicznych źródłach prądu i elektrochemii.
- Zofia Gaszyńska (1924–1992) – bibliotekarka, kierownik Biblioteki Centralnej Miejskiej Biblioteki Publicznej im. Adama Asnyka w Kaliszu.
- Tomasz Gatka (ur. 1974) – bobsleista, olimpijczyk z Nagano 1998 i Salt Lake City 2002.
- Krzysztof Kaszyński (1939–2019) – filozof, nauczyciel akademicki działacz partyjny i państwowy. Doktor habilitowany nauk filozoficznych, profesor nadzwyczajny i prorektor Wyższej Szkoły Pedagogicznej w Zielonej Górze, w latach 1985–1986 wicewojewoda zielonogórski.
- Marek Koter (ur. 1937) – geograf, profesor nauk o Ziemi.
- Bogumiła Krassowska (1930–1998) – bibliotekarka, bibliograf.
- Andrzej Ogrodowczyk (1952–2002) – poeta pokolenia „indywidualistów 1976–1989", prozaik, eseista, krytyk literacki, dramatopisarz.
- Tadeusz Pietrzak (1920–1942) – wojskowy, uczestnik konspiracji podczas II wojny światowej
- Kazimierz Rulka (ur. 1944) – duchowny katolicki, profesor Wyższego Seminarium Duchownego we Włocławku, dyrektor seminaryjnej biblioteki.
- Józef Rutkowski (1922-2002) – ekonomista i wykładowca akademicki, był m.in. kierownikiem Katedry Finansów Międzynarodowych w Zachodniopomorskiej Szkole Biznesu.
- Jan Sikorski (1898-1987) – nauczyciel, działacz społeczny związany ze Zgierzem.
- Mietek Szcześniak (ur. 1964) – piosenkarz, kompozytor i autor tekstów.
- Irena Tomaszak-Zesiuk (ur. 1954) – polityk, nauczycielka i samorządowiec, posłanka na Sejm VI i VII kadencji.
- Ryszard Trenkler (1912–1993) – duchowny luterański, proboszcz w Toruniu i Warszawie, senior diecezji pomorsko-wielkopolskiej i diecezji warszawskiej Kościoła Ewangelicko-Augsburskiego, pisarz religijny.
- Marianna Zając (ur. 1937) – chemik i farmaceutka, kierownik Katedry Chemii Farmaceutycznej Uniwersytetu Medycznego w Poznaniu.